# Ognjen Koroman
Ognjen Koroman (en serbe en écriture cyrillique : Огњен Короман), né le 19 septembre 1978 à Pale (Yougoslavie, aujourd'hui en Bosnie-Herzégovine), est un footballeur international serbe. Il jouait au poste d'ailier droit.
Koroman a marqué un but lors de ses trente-six sélections avec l'équipe de Serbie entre 2002 en 2007.

## Carrière
- 1997-1998 : Radnički Kragujevac -  RF Yougoslavie
- 1998-2000 : FK Spartak Subotica -  RF Yougoslavie
- 2000-2002 : OFK Belgrade -  RF Yougoslavie
- 2002-2003 : Dynamo Moscou -  Russie
- 2003-2005 : Krylia Sovetov -  Russie
- 2005-2006 : Terek Grozny -  Russie
- 2006-fév. 2007 : → Portsmouth (prêt) -  Angleterre
- fév. 2007-2009 : Étoile rouge de Belgrade -  Serbie
- 2009-2010 : Incheon United -  Corée du Sud
- 2010-2011 : Étoile rouge de Belgrade -  Serbie
- 2011-2012 : Krylia Sovetov -  Russie

## Palmarès

### En équipe nationale
- 36 sélections et 1 but avec l'équipe de Serbie entre 2002 et 2007.
- Koroman a participé à la coupe du monde 2006 avec l'équipe de Serbie-et-Monténégro.
- Il a eu sa première cape en février 2002 contre l'équipe du Mexique.

### Avec Krylia Sovetov Samara
- Finaliste de la Coupe de Russie en 2004.

### Avec l'Étoile rouge de Belgrade
- Vainqueur du Champion de Serbie en 2007.
- Vainqueur de la Coupe de Serbie en 2007.